# Ainda Somos os Mesmos
Ainda Somos os Mesmos é um filme de drama brasileiro dirigido por Paulo Nascimento, com roteiro do próprio. A produção conta com a atuação de Edson Celulari, Carol Castro, Gabrielle Fleck, Lucas Zaffari e Roberto Rios nos papéis principais.
O filme estreou nos cinemas brasileiros em 26 de setembro de 2024.

## Sinopse
Ambientado em 1973, durante o golpe de Pinochet no Chile e baseado em relatos reais de João Carlos Bona Garcia, que passou 42 dias na Embaixada do Brasil em Santiago, vivendo com o constante medo de não saber se estaria vivo no dia seguinte. O filme retrata a tensão da época, quando o Chile se tornou um dos países mais perigosos do mundo, e as embaixadas eram vistos como os únicos lugares seguros para quem tentava escapar da repressão militar.

## Elenco
- Edson Celulari
- Carol Castro
- Gabrielle Fleck
- Lucas Zaffari
- Roberto Rios